# Пій II
Пій II (лат. Pius PP. II, Енеа Сільвіо Бартоломео Пікколоміні, італ. Enea Silvio Bartolomeo Piccolomini; 18 жовтня 1405 — 14 серпня 1464, Анкона) — 210 папа римський з 19 серпня 1458 по 14 серпня 1464.

## Життя
Офіційною датою народження Енеа Сільвіо Бартоломео Пікколоміні є 18 жовтня 1405. Місце народження — Корсіньяно (нині П'єнца, названа в честь нього) близько Сієни. Насправді ж він народився 24 серпня 1405, але цей день вважався виключно несприятливим: Сатурн був в опозиції до Сонця, Місяця та Венери, а Марс — в опозиції до Меркурія, що вважалося зловісним знаком. За висловом Цицерона, «в цей день парфуми мали звичай підніматися з пекла». Пікколоміні змінив свою дату народження на 18 жовтня. Цього дня на сході сонця спостерігалися два класичних щасливих поєднання: пари Венера — Юпітер і Сонце — Сатурн перебували під кутом в 60 градусів один до одного, до того ж Меркурій був в астрономічному з'єднанні з Венерою. Документи, що свідчать про це, досі зберігаються в Codex Reginensis (Ватикан).
Навчався Енеа Сільвіо Бартоломео Пікколоміні в Сієнському університеті. Молодий гуманіст зачитувався творами Цицерона, Лівія і, наслідуючи римським поетам, писав еротичні вірші. З 1430 виконував функції секретаря трьох єпископів і трьох кардиналів, проявивши при цьому великі дипломатичні здібності, які використовував, зокрема, при дворі німецького імператора Фрідріха III. У 26 років Енеа Сільвіо Бартоломео Пікколоміні брав участь в Базельському соборі, потім став особистим секретарем імператора Фрідріха III, з рук якого прийняв корону Першого поета. За його допомогою імператор став на бік папи Миколая V в боротьбі з Базельською собором; за цю послугу Пікколоміні було надано єпископську кафедру в Трієсті. Серед його досягнень є рішення Віденського конкордату оголосити постанови Базельського собору недійсними і відібрати у німецької церкви досягнуті свободи. У 40 років прийняв священницький сан і вступив на службу до папи Євгенія IV, який призначив його єпископом Сієни, а потім — кардиналом.

## Понтифікат
У 1458 після бурхливого конклаву його обрали Папою. Своє папське ім'я він знайшов у Вергілія (Енеїда, I, 378): Sum pius Aeneas (Я Еней, благочестивий). Будучи гуманістом, Пій II підтримував розвиток культурного життя при папському дворі. Сам він постійно цікавився класичною літературою, проводячи ночі, як він сам про це говорив, за читанням латинських поетів або за написанням власного щоденника. Він залишив після себе єдину відому нам папську автобіографію, яка звалася Коментарі. Її рукопис зберігається у Ватиканській бібліотеці і досі не дочекався повного, не урізаного церковною цензурою видання первинного тексту. За часів Пія II розширився римський університет, що називався Сапієнца. Свою рідне село він перебудував в ідеальне ренесансне місто. Пій II виношував фантастичні плани навернення до християнства турецького султана. Він робив також зусилля спрямовані на організацію великого хрестового походу з метою звільнення від турків Константинополя. 14 серпня 1464 папа стояв біля вікна, марно очікуючи появи союзницького флоту, який він мав намір особисто доправити до Босфору. Коли його сповістили про те, що жоден корабель не прибуде, папа помер, напевно від жалю.
Разом із папою Калікстом III, наполягав на тому щоб єпископ Григорій II Болгаринович керував Київською митрополією і видав ствердну буллу "Decens reputamus " 11 вересня 1458. Рівночасно з цим призначенням папа окреслює нову територію Київської Митрополії, відділеної від московської Церкви. У буллі Пія ІІ було сказано: «За радою гідних своїх братів, до числа яких і я тоді належав, і за виразною згодою самого архієпископа Ісидора силою апостольської влади (київську митрополію) поділив (мій попередник) на дві частини — на руську горішну провінцію, що є зайнята схизматиком, та на нижню, яка є під владою католика, себто найдорожчого у Христі сина нашого Казимира, світлого короля Польщі. Далі в цій руській Церкві, яка лишилася під владою архієпископа Ісидора, Ісидор також ту частину влади та управління своєю Церквою, добровільно склав для вище наведених планів. Долішню руську частину, Київську Церкву враз з Литвою та частинами долішної Руси, до неї приналежними, в якій живуть християни за обрядом греків під послухом руського архієпископа і яка є під володінням згаданого польського короля, папа (Калікст) апостольською владою підніс до становища Церкви митрополичої з відзнаками, привілеями та почестями, належними правно або на основі відповідних похвальних звичаїв, митрополичій Церкві. Її з'єднав він за порадою своїх братів із згаданими долішними частинами (Руси), які мають бути управлювані та керовані власним архієпископом; так постановив, рішив і зарядив (папа Калікст): Церкви брянську, смоленську, полоцьку, турівську, луцьку, володимирську, перемиську, холмську й галицьку він згаданою владою на основі докладних інформацій від тої (горішної) руської Церкви відрізав, відділив і призначив на самостійні церкви…Для щасливого та скорого обсадження київської Церкви, до якої, крім попередника, ніхто в цім випадку не мав права втручатися, і щоб через протяжне опорожнення (Церква) не була наражена на шкоди, батьківськими та турботливими намірами ведений над розважуванням, яку корисну та успішну особу поставити над тою Київською Церквою, нараджувався (він) пильно з своїми братами; вкінці він звернув очі свого духа на тебе, ігумена монастиря святого Димитрія царгородського, чина св. Василія, висвяченого на священика, ревного для справи релігії, освіченого, чистого життя, чесних звичаїв, з розумом у справах духовних та оборотного в людських, обдареного дарами інших багатьох чеснот; на це у нього були певні свідоцтва. Він сам і з своїми братами застановившися над тим всім щодо твоєї особи і над твоїми великими заслугами, вирішив і апостольською владою поставив тебе архієпископом та пастирем над Київською Церквою та над частинами долішної Руси, як сказано, за радою своїх братів, ще дня 20 липня в четвертім році свого понтифікату, доручаючи тобі повну опіку та управління Київською Церквою й згаданими частинами гак у справах духовних, як і маєткових».
Також папа просив короля Казимира, щоб той прогнав митрополита Іону та щоб не впускав його в межі київської митрополії. Далі він просить короля не впустити в межі польсько-литовської держави також якихось кліриків, від Константинопольського патріарха. В Римі боялися, що патріарх може прислати до Києва або до Москви свого митрополита. Разом з митрополитом Григорієм ІІ папа висилав до короля Казимира IV свого особистого посланця лятеранського графа Миколая Цаґупіті. Папа думав, що знову можуть виникнути труднощі з поставленням Флорентійського митрополита в Києві, й тому папський посол мав ужити всіх дипломатичних засобів, щоб Григорія ввести спокійно на його митрополичий престіл.

## Образ у кінематографі
- Конклав (фільм, 2006)